# هونام
هونام (حرفيا "جنوب البحيرة") هي منطقة تقابل مقاطعة جولا التاريخية قبل تقسيم كوريا.وهي الآن إحدى المناطق الإدارية لكوريا الجنوبية.
اليوم، المصطلح يشير إلى مقاطعات غوانغجو، مقاطعة جولا الجنوبية و مقاطعة جولا الشمالية .